# Viktor Suslin
Viktor Jevsejevič Suslin (rusky Ви́ктор Евсе́евич Су́слин; 13. června 1942, Miass – 10. července 2012, Hamburk) byl ruský hudební skladatel. Ve spolupráci se Sofijí Gubajdulinovou a Vjačeslavem Arťomovem vytvořil v roce 1975 improvizační soubor Astraea. V roce 1981 emigroval do Západního Německa.

## Životopis
Ve věku čtyř let se Suslin začal učit hrát na klavír a vytvořil první drobné skladby. V letech 1950 až 1961 navštěvoval hudební školu v Charkově a poté charkovskou konzervatoř, kde studoval skladbu u Dimitrije Klebanova a klavír u V. Topilina. V letech 1962 až 1966 studoval na Hudebním institutu Gněsinových v Moskvě skladbu pod vedením Nikolaje Pejka a klavír pod vedením Anatolije Veděrnikova.
Pracoval jako editor v moskevském hudebním nakladatelství Muzyka (1966–1980). V roce 1967 se stal členem Svazu sovětských skladatelů. Jeho klavírní sonáta získala ocenění na soutěži mladých skladatelů v roce 1969. O dva roky později se jeho hudba poprvé hrála v zahraničí, a to na festivalu ve francouzském Royan.
V letech 1972 až 1975 Suslin vyučoval instrumentaci na moskevské konzervatoři. V roce 1975 založil s Vjačeslavem Arťomovem a Sofií Gubajdulinovou improvizační soubor Astraea.
V listopadu 1979 po několika provedeních jeho děl v Paříži, Kolíně nad Rýnem a Benátkách, byl Suslin odsouzen na šestém sjezdu Svazu sovětských skladatelů jako jeden z členů tzv. Chrennikovovy sedmy za nedovolenou účast na festivalech sovětské hudby na západě.
V roce 1981 Suslin emigroval do Západního Německa. Pracoval tam jako redaktor pro hudební nakladatelství Hans Sikorski v Hamburku a pro hudební nakladatelství M. P. Belaieff.

## Dílo
- Hudba pro děti pro klavír (1961)
- Houslová sonáta (1962)
- Smyčcový kvartet (1963)
- Japonské písně pro baryton s doprovodem klavíru (1964)
- Pět kusů pro klavír (1965)
- Poéma pro orchestr (1966)
- Klavírní koncert (1966)
- Klavírní sonáta (1968)
- Houslový koncert (1969)
- Sinfonia piccolo pro orchestr (1970)
- Triová sonáta pro flétnu, kytaru a violoncello (1971)
- Tři sbory na slova Daniila Charmse (1972)
- Gioco Appassionato pro čtyři violy (1974)
- Patience pro dva klavíry (1974)
- Mitternachtsmusik (Půlnoční hudba) pro housle, cembalo a kontrabas (1977)
- Poco a poco II, varhanní sonáta č. 1 (1978)
- Terrarium pro soubor bicích nástrojů (1978)
- Leb’ wohl pro orchestr (1982)
- In My End is My Beginning, varhanní sonáta č. 2 (1983)
- Sonata per violoncello e percussione (1983)
- Chanson contre raison, sonáta pro sólové violoncello (1984)
- Sonata Capricciosa pro violu a cembalo (1986)
- Lamento pro varhany (1989)
- Crossing Beyond pro violu, violoncello a kontrabas (1990)
- Le deuil blanc pro basovou flétnu, kytaru, violoncello a bicí (1994)
- Violoncellový koncert (1996)
- Two Pieces pro klavír (1996)
- Hommage à "Hortus" by a Musicus pro soubor renesančních nástrojů (1996)
- Morgendämmerungsmusik (Hudba k rozednění) pro kontrabas (1997)
- Madrigal pro dvě violoncella (1998)
- Ton H pro violoncello a klavír (2001)
- Raga pro kontrabas a varhany (2006)